# Claderia viridiflora
Claderia viridiflora är en orkidéart som beskrevs av Joseph Dalton Hooker. Claderia viridiflora ingår i släktet Claderia och familjen orkidéer. Inga underarter finns listade i Catalogue of Life.